# Wapen van Ophemert

Het wapen van Ophemert

Het wapen van Ophemert werd op 21 maart 1853 per besluit van de minister van Binnenlandse Zaken aan de Gelderse gemeente Ophemert toegekend. Vanaf 1978 is het wapen niet langer als gemeentewapen in gebruik omdat de gemeente Ophemert opging in de gemeente Neerijnen. In het wapen van Neerijnen is het paalvair-element opgenomen. Deze kwam naast die van Ophemert ook voor in de eveneens opgenomen wapens van Haaften en Waardenburg.

## Blazoenering
De blazoenering van het wapen luidt als volgt:
Een schild van keel, beladen met drie pals de vair appointé, het chef van azuur met een keper van goud, beladen met een linksgewend reebokshoofd arraché au naturel, bedreigd door twee met zilvere dolken gewapende voorarmen au naturel.
In de heraldiek wordt het wapen beschreven van achter het schild, waardoor links en rechts voor de toeschouwer verwisseld zijn.

## Verklaring
De geschiedenis van Ophemert is verbonden met kasteel Ophemert en zijn bewoners. Hoewel het niet helemaal zeker is, wordt in sommige literatuur als oudste vermelding gegeven dat Rudolf I de Cock in 1265 de eigenaar geweest zou zijn van het kasteel. Tot 1552 was het gebied in het bezit van familie De Cock van Weerdenburg en ging het daarna over in handen van familie Van Haeften. In 1844 na het overlijden van de ongehuwde Anna Margriet, barones van Haeften werd het huis Ophemert nagelaten aan haar neef Barthold baron Mackay. Het kasteel is nog steeds in het bezit van de familie Mackay.
Het wapen van Ophemert is afgeleid van het familiewapen van De Cock uit het huis Châtillon.
De betekenis van de afbeelding in het schildhoofd is niet bekend.

## Verwante wapens

Wapen van Rudolf I de Cock
Wapen van Huis Châtillon
Wapen van Neerijnen
Wapen van Haaften
Wapen van Waardenburg

Aalst · 
Ammerzoden · 
Angerlo · 
Appeltern · 
Batenburg · 
Beesd · 
Beltrum · 
Bemmel · 
Bergharen · 
Bergh · 
Beusichem · 
Borculo · 
Brakel · 
Buurmalsen · 
Deil · 
Didam · 
Dinxperlo · 
Dodewaard ·
Doornspijk ·
Dreumel ·
Driel ·
Echteld ·
Eibergen ·
Elst ·
Est en Opijnen ·
Everdingen ·
Ewijk ·
Gameren ·
Geesteren · 
Geldermalsen · 
Gendringen · 
Gendt ·
Groenlo ·
Groesbeek ·  
Haaften ·
Hedel ·
's-Heerenberg ·
Heerewaarden ·
Hemmen ·
Hengelo ·
Herwen en Aerdt ·
Herwijnen ·
Heteren ·
Heukelum ·
Hoevelaken ·
Horssen ·
Huissen ·
Hummelo en Keppel ·
Hurwenen  ·
Kerkwijk ·
Keppel ·
Kesteren ·
Laren · 
Lichtenvoorde ·
Lienden ·
Lingewaal · 
Maurik ·
Millingen aan de Rijn ·
Nederhemert ·
Neede ·
Neerijnen ·
Netterden ·
Niftrik ·
Nijbroek ·
Ophemert ·
Overasselt ·
Pannerden ·
Poederoijen · 
Renkum ·
Rijnwaarden ·
Rossum ·
Ruurlo ·
Steenderen ·
Terborg ·
Twello ·
Ubbergen ·
Valburg ·
Varik ·
Vorden ·
Vuren ·
Waardenburg ·
Wadenoijen ·
Wamel ·
Wehl ·   
Warnsveld ·
Wisch ·
Zeddam ·
Zelhem ·
Zoelen ·
Zuilichem 

Dorps-, heerlijkheids- en stadswapens: 

Acquoy 
· Baak 
· Barlham 
· Bredevoort 
· Doreweerd 
· Elden
· Enspijk 
· Gellicum 
· Groessen 
· Hakfort 
· Hellouw 
· IJzendoorn 
· Kell  
· Lede en Oudewaard 
· Lichtenberg 
· Loil 
· Maasbommel 
· Meijnerswijk 
· Meteren 
· Middagten 
· Rhenoy 
. Rumpt
· Tricht 
· Verwolde 
· Wildenborch